# Cornel Predescu
Cornel Alexandru Predescu (Bucarest, 21 dicembre 1987) è un ex calciatore rumeno, di ruolo centrocampista.

## Carriera

### Club
Il 18 gennaio 2017 viene acquistato dalla squadra albanese dello Skënderbeu.